# Долматов Ілля Олександрович
Ілля́ Олекса́ндрович Долма́тов (1993—2023) — старший солдат Збройних сил України, учасник російсько-української війни, що відзначився у ході російського вторгнення в Україну. Герой України (2024, посмертно).

## Життєпис
Народився 18 грудня 1993 у м.  Каховка на Херсонщині. Закінчив каховську школу № 6.
У 2014 році у віці 19 років пішов добровольцем в зону АТО, де брав участь у захисті Донецького аеропорту. В населеному пункті Піски знаходився на позиції «Небо», з якої коригував вогонь артилерії по ворогу. Згодом жив у Києві та працював першим шеф-кухарем у Veterano Pizza.
З перших днів російського вторгнення в Україну став на захист країни. Боронив м. Ірпінь на Київщині, а згодом виконував бойові завдання на Харківському, Донецькому та Херсонському напрямках. Був нагороджений орденом «За мужність» III ступеня (2022).
Загинув 30 серпня 2023 року під час виконання бойового завдання.
Прощання відбулось у Києві, похований на Лук'янівському кладовищі.

## Нагороди
- Звання Герой України з удостоєнням ордена «Золота Зірка» (15 липня 2024, посмертно) — за особисту мужність і героїзм, виявлені у захисті державного суверенітету та територіальної цілісності України, самовіддане служіння Українському народові[4].
- Орден «За мужність» II ступеня (12 січня 2024, посмертно) — за особисту мужність, виявлену у захисті державного суверенітету та територіальної цілісності України, самовіддане виконання військового обов'язку[5].
- Орден «За мужність» III ступеня (21 липня 2022) — за особисту мужність і самовіддані дії, виявлені у захисті державного суверенітету та територіальної цілісності України, вірність військовій присязі[6].